# 田辺俊介
田辺 俊介（たなべ しゅんすけ、1976年 - ）は、日本の社会学者。専門は計量社会学、社会意識、社会調査。早稲田大学文学学術院教授。社会調査協会賞優秀研究活動賞受賞。

## 人物・経歴
栄光学園高等学校を経て、東京都立大学人文学部卒業。東京都立大学大学院社会科学研究科博士課程単位取得退学、東京都立大学より修士（社会学）と博士（社会学）の学位を取得。日本学術振興会特別研究員を経て、2007年東京大学社会科学研究所附属日本社会研究情報センター助教。2009年東京大学社会科学研究所附属社会調査・データアーカイブ研究センター准教授。2013年早稲田大学文学学術院准教授。2017年早稲田大学文学学術院教授。2020年社会調査協会賞優秀研究活動賞受賞。専門は経験社会学、社会意識、社会調査方法論。

## 著作
- 『ナショナル・アイデンティティの国際比較』慶應義塾大学出版会 2010年

### 編著
- 『外国人へのまなざしと政治意識 : 社会調査で読み解く日本のナショナリズム』勁草書房 2011年
- 『民主主義の「危機」 : 国際比較調査からみる市民意識』勁草書房 2014年
- 『日本人は右傾化したのか : データ分析で実像を読み解く』勁草書房 2019年
- 『格差と分断/排除の諸相を読む』（林拓也, 石田光規と共編著）晃洋書房 2022年